# Umirim (kommun)
Umirim är en kommun i Brasilien.   Den ligger i delstaten Ceará, i den östra delen av landet, 1 600 km nordost om huvudstaden Brasília. Antalet invånare är 18 807.
Följande samhällen finns i Umirim:
- Umirim

Omgivningarna runt Umirim är huvudsakligen savann. Runt Umirim är det ganska tätbefolkat, med 56 invånare per kvadratkilometer.